# NGC 3311
NGC 3311 is een elliptisch sterrenstelsel in het sterrenbeeld Waterslang. Het hemelobject werd op 30 maart 1835 ontdekt door de Britse astronoom John Herschel.

## Synoniemen
- ESO 501-38
- MCG -4-25-36
- AM 1034-271
- PGC 31478